# نشخوار
نشخوار، به حیوان اجازه می‌دهد که تا به سرعت چرا کرده، غذای کافی بخورد و سپس هنگام استراحت غذا را به خوبی بجود.

## واژه‌شناسی
در لغت‌نامه دهخدا برای عمل نشخوار کردن، آمده است: «آنچه گاو و شتر و گوسپند خورده خود را باز از معده به دهن آورده، بخایند و فروبرند.» که از دو بخش «نش» (احتمالا مخفف «نوش») و «خوار» به معنی «خوردن» آمده است. 

## مراحل نشخوار

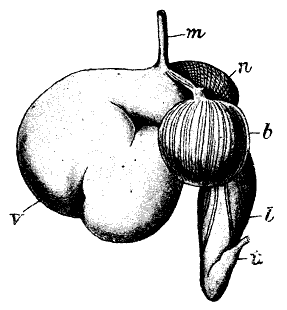
معده‌های نشخوارکنندگان: m. مری، v. شکمبه (سیرابی)، n. نگاری، b. هزارلا، l. شیردان، t.آغاز روده باریک.

### بازگشت غذا به دهان
پیش از بازگشت غذا به دهان، نگاری منقبض می‌شود و مقداری از غذا را به نزدیکی کاردیا منتقل می‌کند. پس از آن و بی‌درنگ، عمل دم انجام، دهانه نای بسته شده و موجب می‌شود تا فشار منفی درون قفسه سینه، بیش‌تر شود که این فشار منفی به مری منتقل خواهد شد. فشار کم‌تر در مری به نسبت شکمبه، موجب انتقال مقداری غذا به مری می‌شود. غذا، سپس وارد دهان شده و بعد از آب‌گیری، جویده می‌شود. 

### دوباره جویدن غذا
دوباره جویدن غذا، هنگام استراحت انجام می‌شود و در مقایسه با جویدن آغازین کندتر است. در این مرحله آرواره‌های گاو، تا ۵۵ حرکت در دقیقه برآورد شده است. لقمه حاصل از عمل نشخوار، وارد شکمبه می‌شود. 
طول زمان نشخوار در گاو، نزدیک به ۸ ساعت در روز می‌باشد. تماس علوفه با دیواره نگاری، به ویژه ناحیه کاردیا، محرک اصلی آغاز شدن فرآیند نشخوار است.و این حرکت به سرعت آن کمک می کند. 